# Liste de systèmes de gestion de contenu
Pour un article plus général, voir Système de gestion de contenu.
Vous pouvez aider à l'améliorer ou bien discuter des problèmes sur sa page de discussion.
- Il ne s’appuie pas, ou pas assez, sur des sources secondaires ou tertiaires. (Marqué depuis mars 2023)
- Il doit être recyclé. La réorganisation et la clarification du contenu sont nécessaires. (Marqué depuis mars 2020)

- Archive Wikiwix
- Bing
- Cairn
- DuckDuckGo
- E. Universalis
- Gallica
- Google
- G. Books
- G. News
- G. Scholar
- Persée
- Qwant
- (zh) Baidu
- (ru) Yandex
- (wd) trouver des œuvres sur Wikidata

Cet article présente une liste de systèmes de gestion de contenu (en anglais CMS, pour Content management System).

## Quelques SGC

### Liste de SGC (CMS)
Cette section recense des solutions de gestion de contenu qui ne nécessitent pas la mise en œuvre d’une base de données avec un SGBD.
- CMS Made Simple: CMS libre sous GPL, créé en 2004 pour offrir une alternative simple à d'autres logiciels jugés plus complexes. CMS Made Simple nécessite une base de données MySQL.
- CMSimple :Logiciel danois écrit en PHP qui stocke la totalité du site dans un seul fichier HTML en se basant sur les balises H1, H2 et H3 pour hiérarchiser son contenu, le menu latéral étant généré automatiquement sur trois niveaux : page, sous-page et sous-sous-page. Éditeur WYSIWYG. Des modèles sont disponibles. Sauvegarde des dix dernières versions. Mal adapté aux gros contenus. Gratuit ou payant selon le fait que le copyright soit mentionné ou non. Des greffons sont disponibles (gestionnaire de nouvelles, galerie d’images, livre d’or).
- Edicy: SGC gratuit en version limitée proposant une interface utilisateur pour la configuration globale d’un site Internet et son édition WYSIWYG, ne nécessitant aucune connaissance en HTML.
- Guppy :Portail français sans base de données en PHP, Html5, CSS3, JQuery, base de données intégrée, respectant les standards.
- Jimdo :Jimdo est un service web gratuit permettant de créer et d’héberger facilement un site internet. L'adresse portera la mention « .jimdo.com ». Une version payante permet d'accéder à plus de fonctionnalités et occulte la publicité.
- Lenya :Lenya est tout en XML (contenus, utilisateurs, etc), sans base de données, respectant les standards W3C (XML, XSL, XHTML), 100 % Java, basé sur le framework ou cadre d'applications Apache Cocoon.
- Silex: Gestionnaire de contenus qui permet d’assembler tous les formats multimédias, sur le web mais aussi sur CD-R. Silex a été projet du mois sur SourceForge[1].
- Wix: Wix.com est une plateforme en ligne qui permet de créer des sites internet en HTML5 ou en Flash, des sites mobile ou encore de personnaliser des pages Facebook.

### Portails
- CoreMedia CMS : Développé en Java par une entreprise allemande.
- GeekLog : Permet de diffuser l’information d’un particulier, d’une communauté, d’une association ou d’une entreprise (blog, vlog, portail). GeekLog est doté d’outils sous la forme de greffons : forum, galerie d’images, de sons, de vidéos, de liens, calendrier, sondages, téléchargements, commerce électronique, etc.
- Jahia:CMS écrit en Java et utilisant beaucoup de bibliothèques et d’outils open source (Lucene, Slide, Struts). Il offre d’origine de nombreux services, tels que : portail d’entreprise, gestion de contenu, gestion d’activité, moteur de recherche ou encore suite collaborative. Son principe de licence est l'une de ses originalités : le développement collaboratif, qui permet de ne pas payer de licence si l’on développe des fonctionnalités utiles à l’application.
- Jalios JCMS:JCMS est une solution de gestion de l’information éditée par Jalios. Solution Java basée sur un entrepôt de donnée ne nécessitant « pas forcément » de base de données. Sans base de données JCMS offre des fonctionnalités de gestion de contenu (flux de travaux), de gestion documentaire (GED) et de portail dynamique. Pour la recherche, le moteur Lucene est utilisé.
- Joomla! : Créé à la suite des désaccords d’une partie des développeurs de Mambo.
- Liferay : Portail open source J2EE compatible JSR 168 (portlets), JSR 170 (Java Content Repository, WSRP (consommateur uniquement). Liferay est compatible avec la plupart des systèmes d’exploitation, serveurs d’applications et bases de données.
- Lutèce : Moteur de portail open source développé en Java par la Mairie de Paris. Il est basé notamment sur des outils open source de l’Apache Software Foundation.
- Mambo: Ce SGC open source est polyvalent, grâce aux modules qu’il propose. La hiérarchie des menus est limitée à trois niveaux. Il a donné naissance à Joomla! et ne semble plus actualisé, la dernière version est d'avril 2013, le site n'est plus fonctionnel.
- PHP Fusion: Système de gestion de contenu léger et open source disposant d’une grande modularité et de fonctions avancées.
- PHP-Nuke : Écrit en PHP/SQL, répandu, doté de nombreuses fonctions prêtes à l’emploi (sondage, liste des meilleurs articles, etc.) pour gérer les pages et présenter le contenu. S’il a été l’instigateur du concept de portail, il souffre en revanche de grandes failles de sécurité.
- † PostNuke : PostNuke est écrit en PHP/MySQL. Il est modulaire et personnalisable par le biais de templates. L’accès au site est optimisé par un cache performant. Grâce à son API, la programmation de fonctionnalités est facilitée. Postnuke est abandonné en 2008 au profit de Zikula.
- ? Zikula : Version évoluée de Postnuke, Zikula est un système de publication collaborative modulaire permettant d'ajouter des fonctionnalités à un noyau. Il est ainsi possible d'utiliser le système comme gestionnaire d'information ou de blog, mais aussi de lui ajouter la possibilité d'intégrer des galeries d'images, des gestions de carnet d'adresses, des interactions entre les membres, l'inter-connexion avec d'autres systèmes (tel que la plate-formation moodle.
- Rubedo : Solution multi-sites de gestion de contenu et Commerce électronique open-source en PHP. Basé sur Zend Framework et la base NoSQL MongoDB, Rubedo permet de créer des portails « Xnet » (internet, intranet, extranet et vente en ligne). La solution propose la personnalisation des contenus et des produits par ciblage comportemental
- TikiWiki : À l’origine un Wiki qui a vu ses fonctions s’étendre pour devenir un portail communautaire : forums, articles, wiki, liens, calendrier, galerie photo, etc.
- ? Bitweaver : Anciennement appelé tikipro, Bitweaver intègre wiki et blog multi-utilisateurs, en plus des fonctions habituelles. Son architecture modulaire, son orientation utilisateur et son système d’administration le distinguerait de TikiWiki, dont il est un dérivé.
- uPortal : uPortal évolue rapidement à cause d’une bonne diffusion et d’une certaine popularité dans les universités, les organismes d’enseignements et les centres de recherches dans le monde. Il utilise des standards ouverts : JSR-168 (portlet), XML, WSRP. Il utilise principalement la technologie Java. Il est facile de trouver des centaines d’applicatifs harmonisés pour son socle.
- Xoops : XOOPS (eXtended Object Oriented Personal System) est un système de construction de portail écrit en PHP orienté objet. Avec une approche très différente par rapport à PHPNuke, Xoops est adapté pour développer des sites communautaires, portails Intranet, portails corporatifs, journaux en ligne, etc.

### SGC avec base de données
- Alfresco : Alfresco est un ECM open source en langage Java. Il est compatible avec de nombreux systèmes d’exploitation, serveurs d’applications et bases de données. Son interface utilisateur Web permet l’administration et l’accès aux contenus; Elle est complétée par des possibilités d’accès aux documents via CIFS, NFS, WebDAV et FTP. Alfresco est à la base plutôt orienté stockage de documents mais dispose d’un module WCM (Web Content Management). Il propose des fonctionnalités en standard telles que : gestion des permissions, indexation automatique, recherche simple et évoluée, flux de travaux, application automatique de règles sur les documents, versionnage, verrouillage de documents en modification, conversion de documents (basée sur OpenOffice), scripting, templates de présentation freemarker, …
- Ametys:SGC en langage Java distribué sous licence Apache, développé par la communauté et soutenu par l’entreprise Anyware Services. Ametys propose des fonctionnalités de gestion de contenu (portails, sites Web et Intranet) mais également des modules de travail collaboratif : espace de gestion documentaire, calendrier partagé, offre de formations (destiné aux établissements d’enseignement). Ametys est basé sur des technologies open source standard comme Apache Cocoon, Apache Jackrabbit.
- Apache Jetspeed : fait partie du projet Apache, l’un des principaux organismes open source mondiaux. Il est à la fois un portail opérationnel et un framework de portail.
- Apache Lenya : Apache Lenya s’appuie sur Cocoon, Java et XML. Il permet la révision des versions, la planification, la recherche plein texte et offre un éditeur Wysiwyg. Cet outil gère les flux de travaux.
- b2evolution : Cet outil permet la publication par plusieurs contributeurs dans des blogs gérés par catégories. Il est également multi-utilisateur et multi-blogs.
- CMS made simple : SGC simple d’utilisation et libre, maintenu et développé par une équipe internationale. CMS made simple utilise Smarty, un moteur de template pour PHP.
- Contao (ex-TYPOlight): Contao est un système de gestion de contenu web spécialisé dans l'accessibilité (back-office et front-office) et utilise XHTML et CSS conforme W3C/WAI pour générer les pages. Il a été mis au point par Leo Feyer en 2004 et a été publié sous la Lesser General Public License (LGPL).
- Django CMS: Système de gestion de contenu basé sur le cadre d'applications Django et comme lui écrit en Python. Logiciel libre. D'origine suisse.
- DocuShare : DocuShare de Xerox est une plateforme logicielle Web de gestion de contenu d’entreprise qui regroupe des outils de gestion électronique des documents, de travail collaboratif et de circuits de validation élaborés (flux de travaux). Les différentes versions basées sur une même architecture sécurisée permettent de couvrir la chaîne documentaire dans son ensemble.
- DotClear : SGC français qui utilise PHP et MySQL pour sa première version (1.2.7.1), et plusieurs SGBD depuis sa version 2.0 beta 7). Spécialement conçu pour les blogs et documenté. Possibilités de personnalisation (modules d'extension et thèmes). Les utilisateurs formant une communauté en France essentiellement.
- DotNetNuke : VB.NET/MS SQL Server. DotNetNuke (DNN pour les intimes) supporte la création de plusieurs portails avec une même installation. Il est possible d’ajouter des greffons à cet outil. DNN est publié sous licence BSD.
- Drupal : Drupal est un SGC hybride et un peu atypique. S’il est orienté communautés, ce n’est pas pour autant un portail. Drupal permet de gérer une information comme un nœud, ce nœud peut ensuite être attaché à un forum, article, nouvelle, tutoriel, commentaire, livre collaboratif, etc. La forme n’est pas figée à une architecture type. En contrepartie de cette liberté, il faut passer un peu de temps pour se familiariser avec sa logique particulière. Ce CMS est francisé mais pas l’intégralité de ses modules.
- eZ Publish : eZ publish est un CMS et un framework de développement tout à la fois. Doté de fonctionnalités permettant la gestion simplifiée de contenus, les flux de travaux, la gestion des versions, le multilinguisme, des fonctions collaboratives mais aussi des fonctions de vente en ligne le tout au sein d'un système de classes paramétrable et extensible.
- Joomla! : Un système de gestion de contenu Web (sites internet et blogs) assez lourd mais du moins plutôt simple à utiliser. Il requiert néanmoins des connaissances en HTML et en PHP pour la mise en page et le système de gestion du contenu du site.
- Kentico CMS : Kentico CMS est un système de gestion de contenu basé sur les technologies ASP.NET et C# utilisant la base de données MS SQL Server. Ce système contient plus que 250 Webpartes et 40 modules encastrés (blogs, sondages, wiki...) et il couvre des besoins de petites firmes et de firmes moyennes, sites web communautaires (Community webs) et solutions de commerce en ligne. Il existe en plusieurs éditions. Le module de base est gratuit.
- Lodel : Lodel est un logiciel conçu pour l’édition scientifique en sciences humaines et sociales. Il permet l’importation de fichier Word.
- LogicalDOC : LogicalDOC est un logiciel Web pour la gestion électronique des documents. Il peut traiter documents dans n'importe quel format et est particulièrement efficace lorsque le volume de documents traités est important. Fonctionnalités du logiciel incluent le marquage de documents, de les organiser dans des dossiers et la recherche plein texte dans le document référentiel. Il intègre également un moteur de flux de travaux qui permet de gérer efficacement le cycle de vie des documents. LogicalDOC est disponible en 2 versions: open source, gratuit et librement utilisable, et dans la version entreprise pour une taxe.
- Magnolia:Logiciel libre de gestion de contenu web développé en Java et basé sur la Content Repository API (en). De nombreuses fonctionnalités sont disponibles en standard : Multi-sites, Multi-canaux, WYSIWYG, flux de travaux de validation, versionning, moteur de template, internationalisation, gestion des permissions ...
- Pimcore:Pimcore est un SGC[2] utilisant le Framework Zend, qui permet l'utilisation d'une architecture robuste pour la gestion des contenus, et un confort pour l'utilisateur basé sur une interface intuitive et ergonomique. Il est la révélation de l'année 2010[2], et est élu le CMS open source le plus prometteur[3]. C'est un logiciel gratuit publié en français (Pimcore Édition Fr 2012) sous licence gratuite Zend Framework Gestion de contenu numérique professionnel.
- Plone : Plone est un système de gestion de contenu basé sur le serveur d’application Zope. Sous licence GPL, il répond à la plupart des normes d’utilisabilité et d’accessibilité, et est traduit en 50 langues. Plone possède une communauté française et internationale très active. Environ 250 modules applicatifs existent pour Plone.
- Postnuke : Est un SGC permettant une grande gestion de modules et de thèmes afin que chaque site puisse avoir son aspect. Site en anglais.
- Radiant CMS : Ruby et base de données MySQL, PostgreSQL ou SQLite. Gère uniquement du contenu.
- RBS Change : plateforme de gestion de contenu Web (CMS) et de commerce électronique. Distribué sous la licence open source GNU Affero General Public License.
- Rubedo : utilise la base NoSQL MongoDB.
- SilverStripe : permet de créer et d'éditer des sites Web, y compris en WYSIWYG
- SPIP : SPIP est notamment utilisé dans les milieux associatifs, administratifs et éducatifs. Des gabarits (appelés squelettes) tout faits existent et la communauté d’aide est nombreuse et active.
- Textpattern : Créé par Dean Allen, un Canadien vivant en France dans le Languedoc, Textpattern peut être utilisé comme un outil de blog mais aussi comme un système de publication. L’installation est multilingue, entièrement francisée. La grande force de Textpattern, c’est sa communauté active et l'implication de nombreux développeurs, ce qui a donné naissance à environ de 200 greffons (plugins).
- TYPO3 : PHP/MySQL sous licence GNU GPL. Il est basé sur le concept de pages et de blocs (une page contient un ensemble de blocs). TYPO3 peut être multi-langue, multisite et multi-utilisateur.
- Windows SharePoint Services : Gratuit (à vérifier, et impliquant de toutes façons l'utilisation de nombreux logiciels onéreux) et incluant modifications en ligne directe des documents, wikis, calendriers, formulaires de communication de données.
- WordPress :Sur une base de gestion de blog (vocation historique), WordPress est à présent une solution modulaire de gestion de contenu, multi-site et multilingue.
- Xoops : XOOPS (eXtended Object Oriented Personal System) est un système de construction de portail écrit en PHP orienté objet. Avec une approche très différente par rapport à PHPNuke, Xoops est adapté pour développer des sites communautaires, portails Intranet, portails corporatifs, journaux en ligne, etc.

#### SGC avec base de donnéesNoSQL
- Plone : CMS écrit en Python avec sa propre base de données NoSQL ZODB.
- Rubedo : CMS français, utilise la base NoSQL MongoDB.

### Frameworks orientés gestion de contenu
- MODx : Plus qu’un CMS, MODx est un framework de gestion de contenu, utilisant une architecture modulaire, une interface tirant parti d’AJAX et une grande flexibilité en matière de personnalisation des pages Web et de gestion du contenu, une conformité aux standards Web les plus récents (XHTML 1.1, CSS 2.0). À noter, les types de contenus et variables sont personnalisables (champs, type de données, valeur par défaut, propriétés …).